# Échiré
Échiré település Franciaországban, Deux-Sèvres megyében. Lakosainak száma 3536 fő (2022. január 1.). Échiré Germond-Rouvre, Cherveux, Niort, Saint-Gelais, Saint-Maxire, Sainte-Ouenne és Sciecq községekkel határos.

## Népesség
A település népességének változása:
| Lakosok száma | 3269 | 3302 | 3443 | 3371 | 3406 | 3441 | 3532 | 3517 | 3536 |
|               | 2013 | 2015 | 2016 | 2017 | 2018 | 2019 | 2020 | 2021 | 2022 |